# Dianetika

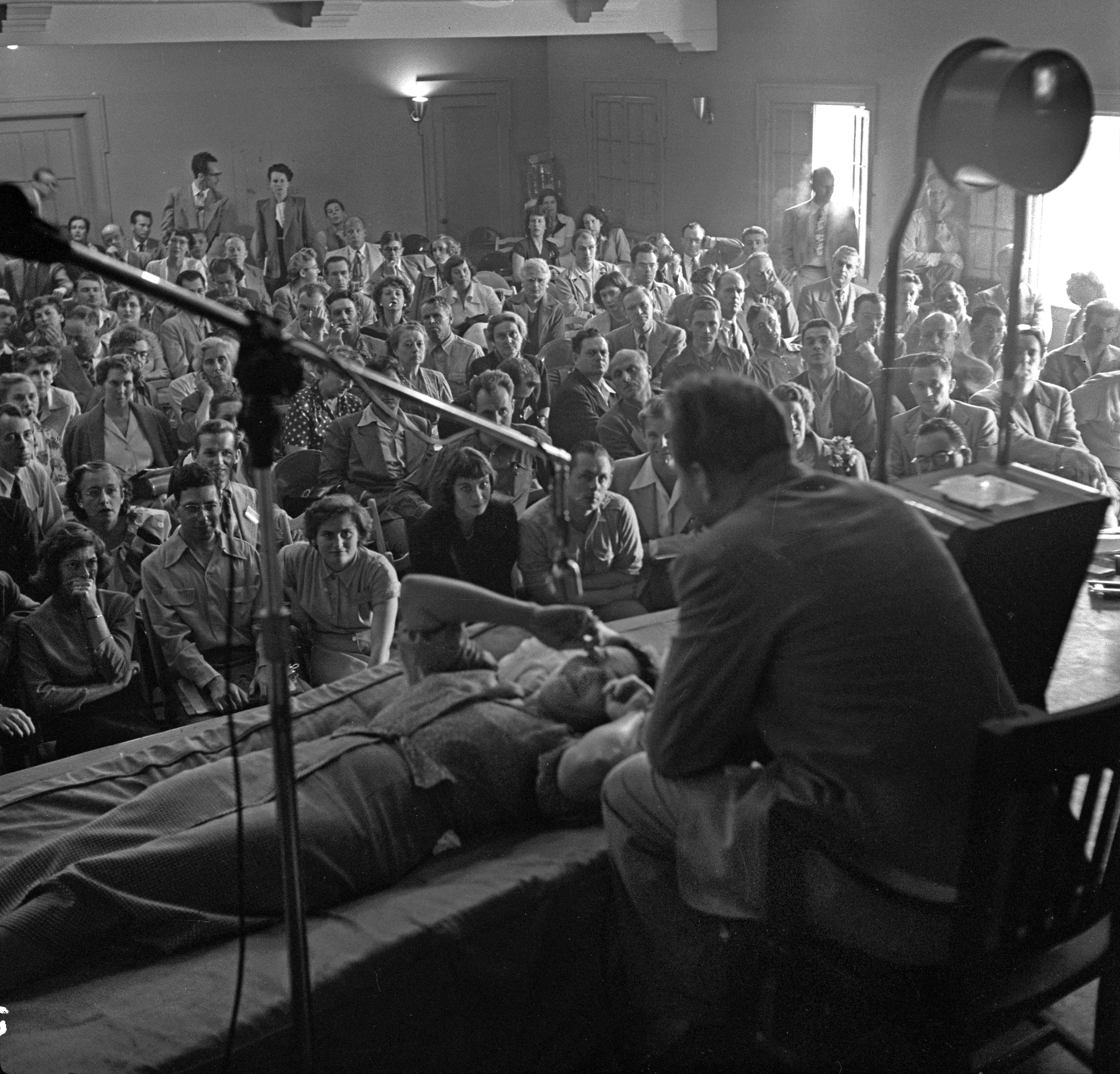
L. Ron Hubbard vede dianetický seminář v Los Angeles, Kalifornie, USA (rok 1950)

Dianetika je soubor myšlenek a postupů zabývajících se metafyzickými vztahy mysli a těla s cílem léčit; efektivita těchto léčebných postupů však není prokázaná a současná psychologie a medicína ji považuje za pseudovědeckou. Jejím autorem je americký spisovatel dobrodružných a vědeckofantastických děl L. R. Hubbard. Své myšlenky poprvé publikoval ve své knize Dianetika, moderní věda o duševním zdraví v roce 1950 (česky poprvé 1997). Tuto metodu používá zejména tzv. scientologická církev, existují ale i dianetické skupiny na ní nezávislé, tzv. free zone.

## Hypotézy
Základem dianetické teorie je nepodložené, neprokázané tvrzení, že lidská mysl má dvě části: analytickou mysl a reaktivní mysl. Reaktivní mysl, fungující v období prožívání nepříjemného psychického stavu, užívá dle této neověřené hypotézy formu vzpomínek, nazývaných "engramy" (jde o vzpomínky z okamžiků fyzické bolesti, které později ovlivňují v okamžicích k nim nějakým způsobem vázaných myšlení a psychiku člověka, např. jsou dle Hubbardových tvrzení zodpovědné za psychosomatické choroby).
Aby byl engram engramem, musí v něm být obsažena fyzická bolest, mohou ho vyvolat např. nemoci nebo úrazy, stavy úplného či částečného bezvědomí. Zpracováním engramu je dle dianetiky údajně také možné si vybavit okamžiky operací pod narkózou, stavy, kdy byl člověk pod vlivem alkoholu, drog apod.
Engramy a reaktivní mysl obecně jsou pro člověka dle dianetických (nepodložených, neprokázaných) teorií nežádoucí a proto je cílem dianetické terapie „vymazání“ všech engramů. Po vymazání prvního engramu v životě jednotlivce (Hubbard tvrdí, že engramy jsou vnímány i v prenatálním stavu, ba dokonce i bezprostředně po početí) dojde k úplnému odstranění reaktivní mysli. K tomu dianetika využívá procedury, nazývané auditing (tj. naslouchání), která na první pohled (ale pouze na první pohled) připomíná psychoanalýzu. Pacient se pomocí různých paměťových technik „vrací do minulosti“ (je ostře odlišována vzpomínka, tedy vybavování si konkrétní informace, a vrácení se do minulosti, tedy komplexní navození stejného duševního stavu, jaký byl v daném momentě) a poté, co se v průběhu tohoto vracení narazí na engram, je vymazán tím, že se opakováním a několikanásobným převyprávěním údajně „vybije jeho emoční potenciál“. Scientologická církev k tomu používá přístroj nazývaný e-metr.
Člověk, který prošel dianetickou procedurou a nemá tedy dle této teorie reaktivní mysl ani engramy, se v dianetice nazývá clear (anglicky clear – jasný, pozn.: scientologická církev píše v tomto pojmu a řadě dalších termínů pod vlivem angličtiny důsledně, leč v češtině nesprávně velké počáteční písmeno). Dle Hubbardových nepodložených, neprokázaných tvrzení má taková osoba údajně vyšší inteligenční kvocient, je údajně zdravější (zbaví se prý psychosomatických nemocí), „ovládá svou představivost“.

## Kontroverze
Hubbardova kniha byla odbornou veřejností naprosto odmítnuta. V roce 1950 American Psychological Association vydala prohlášení v tom smyslu, že vzhledem k absenci empirických důkazů dianetických teorií nemohou být tyto teorie v žádném případě pokládány za vědecké. Dianetika tak nedosáhla přijetí jako vědecká teorie a vědci je označována jako příklad škodlivé pseudovědy.
Podle brožury organizace Dianetic Research Foundation nazvané Dianetic Processing a publikované počátkem roku 1951, dianetická terapie může údajně vyléčit choroby jako je maniodepresivní psychóza, astma, artritida a dokonce že může být pomocí dianetických terapií údajně „vyléčena“ homosexualita (podrobněji k tomuto problému viz Léčení homosexuality). Vzhledem k tomu, že nešlo o nezaujaté badatele (a v brožuře není uvedena žádná jejich kvalifikace) a že studie neuvádí žádná tvrzení proti dianetice, byla odmítnuta vědeckým světem a kritikové dianetiky jsou k ní velmi skeptičtí.[zdroj?]
Dále kritici dianetiky kritizují její přílišnou provázanost se scientologickou církví, jejíž kontroverzní charakter je všeobecně znám, nevědeckost a zejména nesmyslnost celé řady termínů a tvrzení, které dianetická díla využívají.